# برنار جولیا

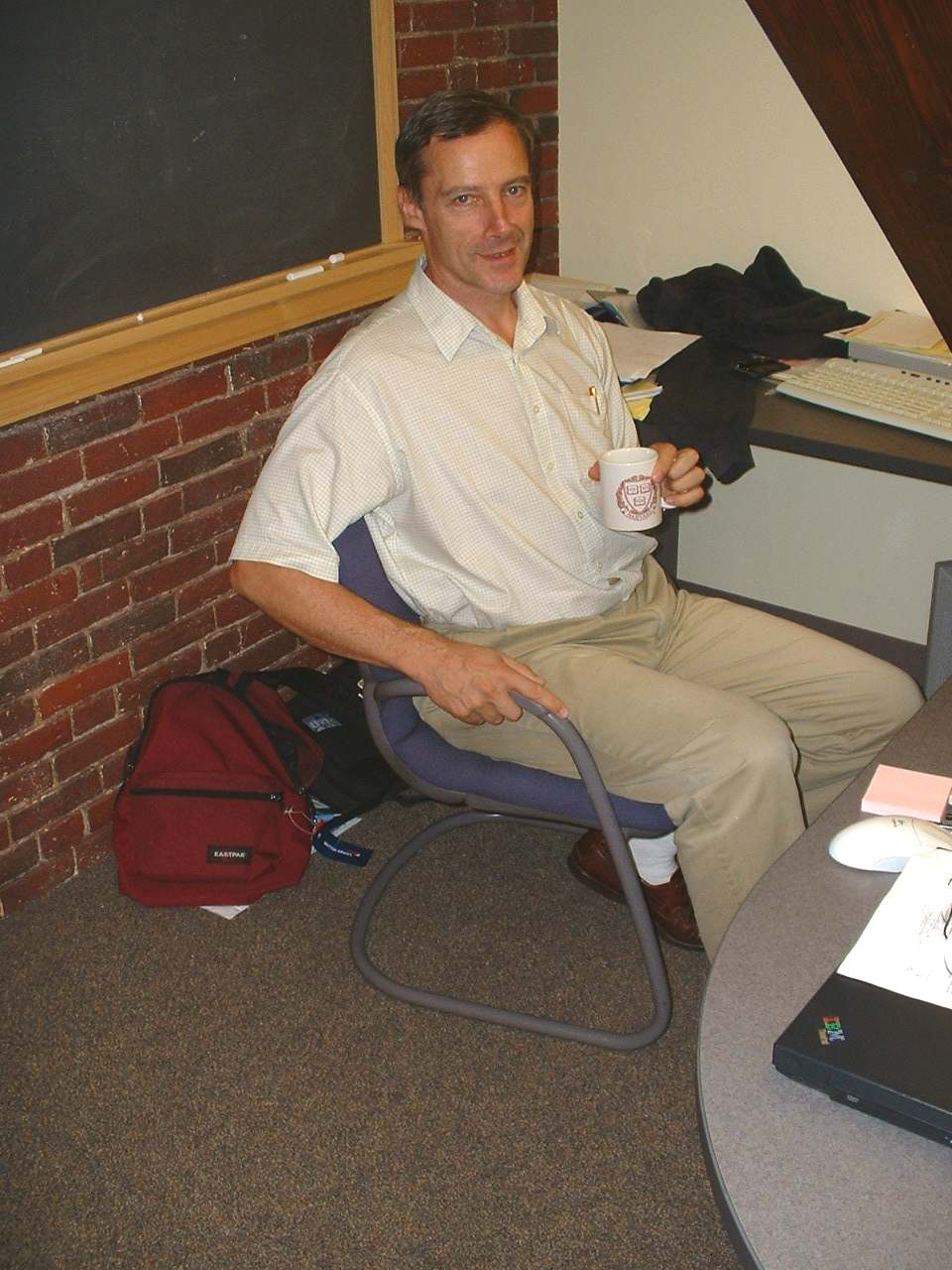
نگاره‌ای از برنار جولیا در دانشگاه هاروارد - ۲۰۰۴

 برنار جولیا (انگلیسی: Bernard Julia؛ زاده ۱۹۵۲) فیزیک‌دان اهل فرانسه و از نظریه‌پردازان اصلی نظریه ابرگرانش است.